# Zan Coulibaly
Zan Coulibaly is een gemeente (commune) in de regio Koulikoro in Mali. De gemeente telt 18.500 inwoners (2009).
De gemeente bestaat uit de volgende plaatsen:
- Dogoni
- Korokoro
- Marka Coungo (hoofdplaats)
- N’Golobala
- Niamina
- Sadiola
- Sokouna
- Wolodo
- Zantiguila